# Domus (orgel)
Domus was het Nederlandse label van de Italiaanse orgelbouwer ' Viscount'. Het betrof elektronische orgels voor gebruik in kerkgebouwen, verenigingszalen en in mindere mate ook voor huiskamers. In 2015 stopte het bedrijf met het Domus-label. De orgels bleven onder het merk 'Viscount' op de markt.
De eerste generatie orgels van dit merk was gebaseerd op analoge techniek. De klank werd opgewekt door middel van toongeneratoren. Voor de tweede generatie werd overgegaan op digitale techniek, men maakte hierbij gebruik van samples. Sinds begin het begin van de eenentwintigste eeuw is er een derde generatie die werkt volgens de principes van physical modelling.